# 정의부
정의부(正義府)는 1924년 만주에서 조직되었던 항일 무장독립운동 단체, 군정부(軍政府)이다. 양기탁과 김동삼, 지청천 등이 봉천성(奉天省)과 길림성을 거점으로 창설하였다.

## 결성
정의부는 1924년 11월 양기탁과 김동삼 등이 봉천성(奉天省)과 길림성 등 남만주 지역 일대를 거점으로 창설하였다.
자유시 참변 이후 분열된 항일무장단체들을 통합하여 일제에 효과적으로 대응할 필요가 대두된 가운데, 1923년 1월에 중국 상해(上海)에서 국민대표회의(國民代表會議)가 개최되었다. 대한민국 임시정부가 불신을 받는 가운데, 창조파와 개조파가 대립하다 회의가 결국 결렬되었다. 만주지역의 독립운동단체들만이라도 통합을 이루려는 노력으로 개조파에 속하는 양기탁과 김동삼 등이 중심이 되어 1924년 7월과 9월 길림에서 전만주통일회의주비회(全滿洲統會議壽備會)가 열렸다. 그 결과로 1924년 11월 남만지역을 통괄하는 통일체로서 정의부를 조직하기에 이르렀다.
정의부는 헌장(憲章) 및 선언(宣言)을 발표하고, 부령(府令)으로서 명칭공포식(名稱公佈式), 창립기념일, 기원연호(紀元年號), 행정위원회규칙(行政委員會規則), 공농제도(公農制度), 임원의 임면(任免), 소득세징수규정 등을 의결 공포하였다.

## 세력과 관할
- 정의부는 처음에 중앙본부를 유하현 삼원포(三源浦)에 두고 참의부(參義府)의 관할권(관전, 집안, 환인, 통화 등 4현)을 제외한 지역에 12개 지방총관소(地方總管所)를 설치하였다.
- 이후 정의부는 그 본부를 유하현 삼원포에서 화전, 길림의 대차(大岔), 신안둔(新安屯), 대강자(大崗子), 반석 등으로 옮기면서 1926년 말 경에는 17개 지방총관소를 설치하고 봉천성(奉天省)과 길림성에 살고 있는 한인 17,000여 호, 87,000여 명을 관할하였다.

## 조직
- 의장에 김동삼을 선출,
- 중앙행정위원장으로 이탁(李沰),
- 중앙행정위원에 오동진(吳東振), 현정경(玄正卿), 지용기(池龍起), 김이대(金履大), 윤덕보(尹德甫), 김용대(金容大), 이진산(李震山), 김형식(金衡植), 이청천, 윤병용(尹秉庸), 김동삼(金東三) 등을 선임
- 자치분과위원에 이진산, 맹철호(孟喆鎬), 최명수(崔明洙),
- 군사분과위원에 이장녕, 조욱(曹煜), 김철(金鐵),
- 교육분과위원에 이창범(李昌範), 고할신, 김동삼,
- 재정분과위원에 김호(金虎), 윤덕보, 승진(承震),
- 생계분과위원에 박정조(朴正祚), 김정제(金定濟), 백남준(白南俊)을 선임,

각 지방위원 등 역원(役員)을 선정 발표.

## 활동
정의부는 양기탁(梁起鐸)의 주도로 만주 여러 곳에 수전(水田)농업을 하는 ‘이상적 농촌 건설 계획’ 등을 계획했지만 토지 구입대금을 마련하지 못해 실패했다.
정의부 학무국은 1925년 소학(小學)·중학(中學)·여자고등·직업·사범학교 등으로 구성되는 학제를 발표하면서 소학교 의무교육 제도를 선포했다. 정의부는 각지에 설립되어 운영 중인 학교를 인가하기도 하고 새로 설립하기도 했다. 정의부 본부가 있던 유하현 삼원포의 동명중학교를 필두로 흥경현(興京縣) 왕청문(旺淸門)의 화흥중학(化興)과 남만주학원 등을 설립했으며, 그 외에 화성의숙(華成), 부흥학교(復興), 삼흥학교(三興) 등도 모두 정의부에서 운영했던 학교였다.
정의부는 1925년 7월 중앙행정위원회가 이상룡(李相龍)을 상해 대한민국 임시정부 국무령(國務領)으로 추천한 것을 계기로 1925년 말 무장투쟁파와 자치파가 대립하여 중앙행정위원회와 중앙의회가 갈등하면서 분규에 휘말렸다. 이에 1926년 1월 상임위원장 이해룡(李海龍)이 군민대표회(軍民代表會)를 개최하였는데, 청년층 무장단들인 무장투쟁파 세력이 자치파 세력을 밀어내고 지휘권을 장악하였다. 그 결과 1926년 11월 전만통일회에서 제정된 기존의 헌장을 폐지하고 5장 제58조로 된 새 헌장을 제정·선포하였다.
이로 인해 정의부를 창설한 원로급 인사들인 양기탁, 고할신(高豁信), 현정경, 오동진 등은 1926년 4월 길림에서 국내의 천도교 혁신파 대표, 형평사(衡平社) 대표, 공산주의자를 포함한 노령지역의 대표 등과 회합하여 고려혁명당(高麗革命黨)을 결성하였고, 경상도 출신의 김동삼, 김원식(金元植), 이광민(李光民) 등은 김응섭(金應燮)이 주도하는 한족노동당(韓族勞動黨), 재만농민동맹(在滿農民同盟) 등에 참여함으로써 정의부는 분열하였다.

## 해체
정의부는 이후 점차 그 내부에 공산주의 세력이 침투하는 한편, 3부 통합과정에서 1929년 신민부의 민정파와 참의부의 일부를 합쳐 국민부(國民府)를 조직한 후에 해체되었다.

## 같이 보기
- 참의부(1924.6)
- 신민부(1925.3)
- (통합) 혁신의회(1928.12) → 한국독립당(1930.7), 한국독립군(1930.7)
- (통합) 국민부(1929.4), 조선혁명군(1929.5), 조선혁명당(1929.9)
- 군정부

## 참고 문헌
- 한민족독립운동사, '국사편찬위원회 한국사데이터베이스'